# Vysočany (Znojmo)
Vysočany (in tedesco Wissokein) è un comune della Repubblica Ceca facente parte del distretto di Znojmo, in Moravia Meridionale.